# Relaciones Chile-Liberia
Las relaciones Chile-Liberia son las relaciones internacionales entre la República de Chile y la República de Liberia.

## Historia

### SigloXX
Las relaciones diplomáticas entre Chile y Liberia fueron establecidas el 19 de julio de 1945.

## Misiones diplomáticas
- Chile no cuenta con representaciones diplomáticas ni consulares en Monrovia.[2]
- Liberia no cuenta con representaciones diplomáticas ni consulares en Santiago de Chile.[2]